# Psychological Review
Psychological Review es una revista académica bimestral en inglés publicada por la Asociación Estadounidense de Psicología. Trata sobre teoría psicológica y emplea la revisión por pares en los procesos de selección de sus artículos. 
Creada en 1894 por  el filósofo y psicólogo estadounidense James Mark Baldwin (Universidad de Princeton) y por el psicólogo y profesor James McKeen Cattell (Universidad de Columbia) con el fin de crear un vehículo de publicación para aquellos psicólogos que no estaban relacionados con el laboratorio del psicólogo Granville Stanley Hall (Universidad de Clark), que disponían de la revista American Journal of Psychology. Psycohological Review pronto se convirtió en la revista de psicología más influyente en Estados Unidos, publicando en ella artículos importantes autores como William James, John Dewey, James Rowland Angell, entre otros.
Según los informes de Journal Citation Reports,  la revista tiene un factor de impacto en 2020 de 8.934.
La revista ha implementado las directrices de Transparencia y Promoción Abierta (TOP) lo que proporciona una estructura para planificar la investigación y comunicarla con el objetivo de hacer la investigación más transparente, accesible, y reproducible.
A comienzo del siglo XX, Baldwin conoció el interés de James McKeen Cattell por comprar la revista pero se vio forzado a vender la revista a Howard C. Warren en 1908 cuando un escándalo le obligó a dejar su cátedra en la Universidad Johns Hopkins (a la que se había trasladado en 1903). La edición de la revista recayó entonces en un joven colega recién contratado de Baldwin, John B. Watson, quien utilizó la revista para avanzar en el desarrollo de su escuela de conductismo. Warren finalmente vendió Psychological Review a la Asociación Estadounidense de Psicología, que ha sido su propietaria desde entonces. 
Según academic-accelerator la revista tiene un factor de impacto (2022-2023) de 8.247.

### Jefes de Edición
Las personas siguientes son o ha sido editores jefes de redacción de la revista:
- 1894–1903: James McKeen Cattell (Universidad de Columbia), James Mark Baldwin (Universidad de Princeton)
- 1904–1908: James Mark Baldwin (Universidad Johns Hopkins), Howard C. Warren (Universidad de Princeton)
- 1909: James Mark Baldwin, Howard C. Warren, John B. Watson (Universidad Johns Hopkins)
- 1910–1915: John B. Watson
- 1916–1933: Howard C. Warren
- 1934–1948: Herbert S. Langfeld (Universidad de Princeton)
- 1949–1953: Carroll C. Pratt (Universidad de Princeton)
- 1954–1958: Theodore Newcomb (Universidad de Míchigan)
- 1959–1964: Richard L. Solomon (Universidad de Harvard)
- 1965–1970: Charles N. Cofer (Universidad del Estado de Pensilvania)
- 1971–1976: George Mandler (Universidad de California, San Diego)
- 1977–1982: William Kaye Estes (Universidad de Rockefeller)
- 1983–1988: Martin Hoffman (Universidad de Nueva York)
- 1989–1994: Walter Kintsch (Universidad de Colorado)
- 1995–2000: Robert A. Bjork (Universidad de California, Los Angeles)
- 2001–2003: Walter Mischel (Universidad de Columbia)
- 2004–2010: Keith Rayner (Universidad de Massachusetts Amherst)
- 2011–2015: John R. Anderson (Carnegie Mellon University)
- 2016–2021: Keith J. Holyoak (Universidad de California, Los Angeles)
- 2022–present: Elena L. Grigorenko (Universidad de Houston)